# Frugtbarhedsgudinde
En frugtbarhedsgudinde er en kvindelig gudinde, der beskytter og fremmer frugtbarhed, graviditet og fødsel i mange polyteistiske kulturer. I nogle tilfælde er gudinderne direkte forbundet med sex, mens andre blot inkarnerer relaterede attributter. Den nordiske gudinde Freja er et eksempel på en frugtbarhedsgudinde.
Ældre arkæologiske fund af venusfigurer, som f.eks. Venus fra Willendorf, har været foreslået at være afbildninger af frugtbarhedsgudinde helt tilbage fra den ældre stenalder.

## Frugtbarhedsgud(ind)er
Med relaterede guder etc. og individer <NB! Listen er ikke komplet>
- Afrodite (græsk)
- Ajysyt (mesopotamisk)
- Ama-arhus (mesopotamisk)
- Arianrhod (walisisk)
- Artemis (græsk)
- Astarte (mesopotamisk)
- Bastet (egyptisk)
- Bendis (thrakisk)
- Brigid (keltisk og irsk)
- Cernunnos (keltisk)
- Dagon (mesopotamisk)
- Eileithyia (græsk)
- Epona (gallisk-romersk)
- Freja (nordisk)
- Frigg (nordisk)
- Gefion (nordisk)
- Idun (nordisk)
- Hathor (egyptisk)
- Haumea (hawaiiansk)
- Heget (egyptisk)
- Hera (græsk)
- Inanna (mesopotamisk)
- Ishtar (mesopotamisk)
- Isis (egyptisk)
- Ix Chel (mayansk)
- Juno (romersk)
- Kybele (græsk)
- Macha (irsk)
- Mami (mesopotamisk)
- Meskhenet (mesopotamisk)
- Min (egyptisk)
- Mylitta (assyrisk)
- Nanshe (mesopotamisk)
- Nekhebet (egyptisk)
- Ninhursag (sumerisk)
- Pukkeenegak (inuittisk)
- Renenet (egyptisk)
- Thueris (egyptisk)
- Tawaret (egyptisk)
- Tlazolteotl (aztekisk)
- Parvati (hinduistisk)
- Venus (romersk)

## Billedgalleri
- Den nordiske gudinde Freja af Arthur Rackham.
- Den romerske gudinde Venus af William-Adolphe Bouguereau.